# Фоміна (Летуновська) Таїсія Євгенівна
Таїсія Євгенівна Фоміна (Летуновська) (12 січня 1959) — українська радянська діячка, новатор виробництва, шва́чка-мотористка Бердичівської швейної фабрики імені 60-річчя Радянської України Житомирської області. Депутат Верховної Ради УРСР 10-го скликання.

## Біографія
Освіта середня. Член ВЛКСМ.
З 1976 року — шва́чка-мотористка Бердичівської швейної фабрики імені 60-річчя Радянської України Житомирської області.
Потім — на пенсії в місті Бердичеві Житомирської області.

## Нагороди
- медалі